# Rapona
Rapona es un género con dos especies de plantas con flores perteneciente a la familia de las convolvuláceas. 

## Especies
- Rapona madagascariensis Baill.
- Rapona tiliifolia (Bak.) Verdc.